# Damalis lugens
Damalis lugens är en tvåvingeart som beskrevs av Walker 1861. Damalis lugens ingår i släktet Damalis och familjen rovflugor. Inga underarter finns listade i Catalogue of Life.